# Bugacpusztaháza
Bugacpusztaháza je selo i općina u središnjoj Mađarskoj.
Zauzima površinu od 43 km četvornih.

## Zemljopisni položaj
Nalazi se u regiji Južni Alföld, na 46°42' sjeverne zemljopisne širine i 19°37'48" istočne zemljopisne dužine. 

## Upravna organizacija
Upravno pripada kiškunfeleđhaskoj mikroregiji u Bačko-kiškunskoj županiji. Poštanski broj je 6114.
Nastalo je 1989. izdvajanjem iz sela Bugca nekoliko predjela.

## Promet
Nalazi se na kečkemetskoj uskotračnoj pruzi.

## Stanovništvo
U Bugacpusztaházi živi 308 stanovnika (2005.). Većina su Mađari. Rimokatolika je 85%, kalvinista je preko 5% te ostalih.